# Sistema Argentino de Interconexión
El Sistema Argentino de Interconexión (SADI) (anteriormente llamado Sistema Interconectado Nacional) es una red eléctrica conformada por tendidos de alta tensión que interconectan las distintas regiones de Argentina. Es la red que recolecta y transporta toda la energía eléctrica que se genera en el país.
La longitud del SADI es de 20 296 kilómetros de distribución troncal, y 14 197 km de líneas de 500 kV.

## Historia
El Sistema Argentino De Interconexión comenzó a formarse en 1947 mediante la incorporación de líneas de transmisión y estaciones transformadoras (ET) construidas por AyEE, Energía Eléctrica (AyE o AyEE), o simplemente Agua y Energía, fue una empresa pública argentina encargada de la producción, distribución y comercialización de energía
e HIDRONOR que conectaban los centros de generación de energía de las distintas zonas del país con el Gran Buenos Aires.
El 14 de febrero de 1947, se creó por decreto la Dirección General de Agua y Energía Eléctrica, con la función de planificar, ejecutar y administrar centrales eléctricas, medios de transmisión y estaciones transformadoras.
Posteriormente se dicta en 1949la Ley 15.336 que reconoce la "Red Nacional de Interconexión (RNI)", que integraría el conjunto de sistemas eléctricos del país. Esto permitió disfrutar a todo el país de redes originalmente construidas por las provincias, unificando las redes a control por parte del Estado Nacional. Esta red estaría a cargo de la Secretaría de Energía y Combustibles, creando para su planificación, coordinación y control el Consejo Federal de la Energía Eléctrica.
Este órgano rector contaría con representantes del Poder Ejecutivo, así como de distintas provincias del país, con el objetivo de unificar un criterio que no satisficiera únicamente los intereses de Buenos Aires.
En 1991, la Ley de Reforma del Estado' trajo consigo las privatizaciones de las prestadoras del servicio eléctrico, bajo la Ley 24065, que creaba las figuras del Mercado Eléctrico Mayorista y el ENRE. La misma le asigna la responsabilidad del SADI a un nuevo órgano, el Despacho Nacional de Cargas (DNDC), que se conformaría en 1992 en forma de sociedad anónima bajo el nombre de Compañía Administradora del Mercado Mayorista Eléctrico Sociedad Anónima.La desregulación fragmentó la prestación del servicio en una gran cantidad de empresas monopólicas, que hizo más difícil coordinar, controlar y establecer las responsabilidades de cada una.
El Sistema Argentino De Interconexión es fruto de una obra que se llevó a cabo entre el año 2004 y el año 2014, el objetivo es que todo el país esté conectado por un sistema eléctrico común y único. Esto permite al estado tener un mayor control sobre el sistema eléctrico nacional, mejorar su funcionamiento y evitar fallas que se puedan producir como resultado de la conexión de sistemas eléctricos regionales sometidos a diferentes regulaciones, que al ser conectados en un sistema común, puedan tener incompatibilidades que impidan su correcto funcionamiento.

## Introducción
Su objetivo es que todo el país esté conectado por un sistema eléctrico común y único. Esto permite al estado tener un mayor control sobre el sistema eléctrico nacional, mejorar su funcionamiento y evitar fallas que se puedan producir como resultado de la conexión de sistemas eléctricos regionales sometidos a diferentes regulaciones, que al ser conectados en un sistema común, puedan tener incompatibilidades que impidan su correcto funcionamiento.
Actualmente, si bien el sistema permite conectar a la mayor parte del territorio argentino, existe una sola provincia que queda fuera del mismo: Tierra del Fuego. El motivo es el elevado costo que insume el tendido eléctrico necesario para permitir la conexión de esa austral provincia isleña con el resto del país. 
Este sistema se encuentra administrado y regulado por el Ente Nacional Regulador de la Electricidad (ENRE) y por la Compañía Administradora del Mercado Mayorista Eléctrico Sociedad Anónima (CAMMESA).  
Como antes se detalla, el SADI involucra todas las etapas de generación y distribución energética en esta particular cadena de suministro. Una manera de subdividirla es en 4 etapas características: la primera etapa es la generación, la segunda es el transporte, la tercera es la distribución, y la cuarta y última los consumidores o clientes finales.
La primera etapa, es la encargada de la generación de la energía eléctrica a partir de cualquier tipo de fuente, ya sea renovable o no renovable. 
La segunda etapa, es aquella que se encarga del transporte de alta tensión de la energía desde las plantas generadoras hasta las subestaciones de distribución. El transporte se lleva a cabo mediante cableados metálicos de aluminio o cobre, a alta tensión o diferencia de potencial (V). Se busca tener la menor cantidad de pérdidas posibles, motivo por el cual a partir de un transformador de tensión, se eleva la misma para reducir la corriente de transporte y consecuentemente las pérdidas en las líneas.
La tercera etapa, es la distribución de energía desde las subestaciones hasta los barrios o las industrias. Esta etapa se hace con líneas de media tensión, cuya reducción se lleva a cabo en las subestaciones mediante transformadores de tensión.
La cuarta etapa consiste en los consumidores o clientes finales: hogares, instituciones, industrias, etc.

## Principales componentes de la red de distribución
Analizando el SADI como la red de distribución de una cadena de suministros, se pueden definir 3 componentes fundamentales. Por un lado, se tiene los nodos tanto principales como los secundarios, y por el otro, se tienen los arcos que van a ser la comunicación/conexión entre esos nodos. 
Los nodos son puntos tanto de almacenamiento como de distribución. Por eso, es importante tener en cuenta que cada uno de ellos va a tener una determinada demanda y que a su vez para poder satisfacerla, se deben poseer los recursos y los insumos necesarios para que el sistema no se colapse. Motivo por el cuál es de extrema importancia hacer un correcto dimensionamiento, que considere todos los posibles escenarios para que el sistema sea completamente efectivo y pueda adaptarse a la demanda actual y futura. 
Desde el punto de vista de las redes de distribución, como principales componentes se pueden encontrar:
- Inicio: Proceso de generación de energía eléctrica
- Arcos: Transporte de la electricidad
- Nodos: Distribución de la electricidad a los consumidores finales
- Fin: Consumidores finales

### Nodos principales: fuentes de energía y grandes centros de consumo
Para explicar la red, se puede decir que el inicio es en el proceso de generación de energía eléctrica, donde se realiza la transformación de los distintos tipos de fuentes de energías renovables o no renovables (energía potencial), en energía cinética primero, luego en mecánica y finalmente en energía eléctrica. Se podría considerar estas energías como la materia prima de toda la red.
Esta transformación se realiza a través de generadores en las centrales eléctricas. Las cuales generalmente se encuentran cerca de las fuentes de energía básica (ríos, yacimientos, etc.), o próximos a grandes ciudades o zonas industriales con un elevado consumo de energía.

### Nodos secundarios: subestaciones de transformación
Las distintas centrales generadoras de electricidad van a encontrarse conectadas a través de la red de transporte de energía eléctrica, que permitirá trasmitir la energía a través de las líneas de alta tensión que recorren el país (cables de acero, cobre o aluminio sostenidos por torres eléctricas). Todas las centrales generadoras de electricidad del país están interconectadas a una red eléctrica nacional llamada Sistema Argentino de Interconexión (SADI), que permite que la energía generada puede ser transportada a cualquier parte del país, salvo Tierra del Fuego.

### Arcos: sistema de transporte de alta tensión y sistemas troncales

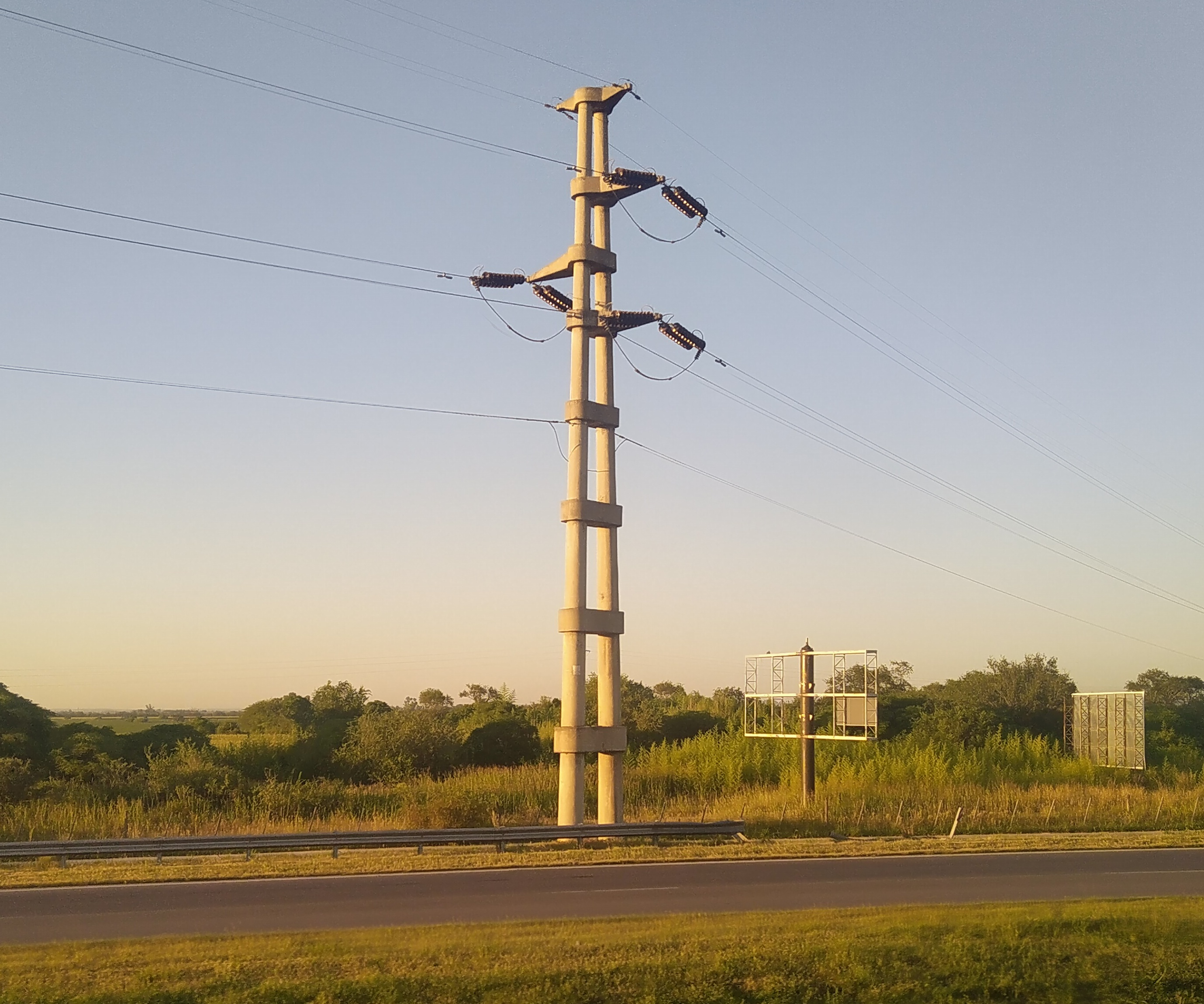
A diferencia de otros países, muchas líneas eléctricas con voltajes de hasta 220 kV están colocadas sobre torres de concreto.

Los grandes centros de consumo de energía se encuentran muy distantes de los principales centros de generación, por ello la generación está limitada por la red de transmisión; poniendo de manifiesto la importancia de los análisis logísticos en materia energética.
El Sistema Argentino de Interconexión (SADI) está organizado por regiones en las que divide al país, y a su vez el transporte de la electricidad a través del SADI se realiza mediante dos subsistemas que lo componen, el Sistema de Transporte de Energía Eléctrica de Alta Tensión (STAT) que transporta la electricidad de una región del país a otra y el Sistema Troncal (ST) que transporta la electricidad dentro de una misma región entre plantas generadoras y distribuidores.
Por último aparecen en el sistema las empresas distribuidoras de la electricidad, encargadas de llevar la energía eléctrica desde la planta generadora hasta los consumidores finales. La distribución de la electricidad a los consumidores está a cargo de empresas concesionarias (en su mayoría privadas) que suministran la electricidad a la zona de cobertura.
El Sistema Troncal está a cargo de distintas empresas (una por cada región) como Transba (Buenos Aires y AMBA), Transnoa (NOA), Transcomahue (Comahue), Distrocuyo (Cuyo) y Transpa (Patagonia).
Por lo general las zonas de cobertura de las empresas distribuidoras de electricidad son provinciales, o sea una empresa distribuidora por provincia, Sin embargo, en muchas localidades del país han optado por distribuir la electricidad a nivel local a través de cooperativas eléctricas municipales.

## Fin: Consumidores Finales
¿Cómo llega la energía a los clientes finales?
La energía llega a disposición de los clientes finales a través de un proceso de 3 etapas: 
1. Generación
2. Trasmisión
3. Distribución

La energía es generada a partir de diferentes maneras (eólica, solar, hidroeléctrica, etc.). Una vez ya terminado este proceso viaja por las líneas de trasmisión de alta tensión, que casualmente se encuentran en las rutas o a las lejanías de las ciudades. Estas transportan energía a largas distancias, además permiten disminuir la corriente para transmitir la misma cantidad de Potencia.
Cuando la energía se acerca a las ciudades, es necesario disminuir la tensión para que la electricidad se adapte a las subestaciones transformadoras de media tensión, que disminuye los niveles nuevamente para que la energía pueda circular por las líneas de distribución que recorren los barrios. A través de estos la energía llega a los transformadores que están colocados en los postes. En este punto se conectan las líneas de baja tensión que son aquellos que llegan a los consumidores finales.
Este proceso se utiliza para poder disminuir los altos voltajes que surgen de los distintos tipos de generaciones de energía y así poder de la mejor manera conducir la electricidad de tal forma que tenga la finalidad del bienestar del consumidor siendo ellos empresas, comercios y casas. 

## Las energías alternativas: ciclos en la cadena de distribución
Las energías alternativas o energías renovables, son aquellas fuentes energéticas basadas en la utilización del sol, el viento, el agua o la biomasa vegetal o animal, entre otras: son la que utilizan recursos ilimitados debido a su regeneración continua. Tienen como principal ventaja que no producen contaminación alguna. En la que su beneficio va desde la diversificación de la matriz energética del país hasta el fomento a la industria nacional, el desarrollo de las economías regionales hasta el impulso en el turismo.
Algunas de estas energías renovables o alternativas son: la energía eólica, biomasa, biogás, biocombustibles, hidroeléctricas, geotérmicas y la energía solar.
Desde el año 2015, se encuentra vigente en la Argentina la Ley de Energías Renovables. Esta ley declara de interés nacional la generación de la energía eléctrica a partir de fuentes renovables para la prestación pública, así como también fomenta la investigación y desarrollo de todo tipo de tecnologías y equipos que puedan ser utilizados para tal fin.
Actualmente, en el país gracias al impulso dado por la Ley de Energías Renovables, se pueden encontrar proyectos de alta y baja potencia. En cuanto a los proyectos de alta ponencia se encuentran 206 proyectos que suman un total de 6000 MW. De esos 206 proyectos hay 38 que ya están conectados a la red y en funcionamiento, y 138 en construcción. 
En Argentina se ha superado más de las 100 centrales renovables en marcha. Existen 19 proyectos que ya se encuentran en operación comercial y 83 en plena construcción. Estos proyectos corresponden a los más de 200 emprendimientos que adjudicó el Gobierno Nacional a partir de la Resolución 202, en el Programa RenovAr y el Mercado a término de Energías Renovables. De estos proyectos que empezaron a entregar energía limpia, solo 6 de ellos corresponden a energía eólica.
Algunos de los proyectos que entraron en operación comercial fue el Parque Eólico Garayalde, central ubicada en Chubut. Otros, el parque de Central Puerto, La Castellana y el de Pampa Energía, Corti, ambos ubicados en el sur de la Provincia de Buenos Aires. El proyecto de Central Puerto, Achiras, ubicado en Córdoba siendo este el primero en funcionar en la región del centro de país.
En cuanto a proyectos solares, cinco se encuentran en funcionamiento, estos son: Caldenes del Oeste y La Cumbre, ambos en San Luis; Las Lomitas, en San Juan y uno de los últimos Saujil, ubicado en Catamarca. También se puede destacar la entrada en funcionamiento del parque solar Chepes en la Rioja. Estos son algunos ejemplos que se encuentran en el país.

## Centrales generadoras de energía en Argentina
En Argentina las centrales generadoras de energía eléctrica se pueden clasificar en 3 grupos:
Las centrales de base son aquellas destinadas a la generación eléctrica para satisfacer la demanda media de la población. Dentro de ella se encuentran las centrales nucleares e hidroeléctricas.
Las centrales de punta son aquellas cuya producción es destinada a la satisfacción de la demanda por encima de la media. Esto quiere decir que al no ser un valor constante no siempre van a tener que estar funcionando, sino que se van a activar en los momentos en que las centrales de base no puedan satisfacer la demanda de la población. Dentro de ellas se encuentran principalmente las centrales térmicas.
Como se mencionó anteriormente, la generación de energía en Argentina tiene diferentes orígenes tanto renovables como no renovables. Dentro de los renovables encontramos principalmente la energía eólica, hidráulica, nuclear y solar. 
Mediante estos puntos se puede abastecer la red suministro energético en Argentina, entender esto nos permite analizar el abastecimiento energético como una red nodal. Estos nodos son de dos tipos: de consumo o bien de generación y trasmisión
Los principales nodos de generación son:

### Centrales hidroeléctricas
Las centrales hidroeléctricas son aquellas que transforman la energía potencial existente en el agua, en energía cinética para mover los álabes de las turbinas de la planta generadora. Luego, al producirse ese movimiento la energía se transforma en energía mecánica, y posteriormente en eléctrica en un generador.
Las centrales hidroeléctricas en el territorio Argentino son las siguientes:
| Central                               | Potencia (MW) | Año Inaugurada | Provincia                           | Río                    | Ref.   |
| ------------------------------------- | ------------- | -------------- | ----------------------------------- | ---------------------- | ------ |
| Yacyretá                              | 3100          | 1994           | Misiones y Corrientes, con Paraguay | Río Paraná             | [ 13 ] |
| Salto Grande                          | 1890          | 1979           | Entre Ríos, con Uruguay             | Río Uruguay            | [ 14 ] |
| Piedra del Águila                     | 1400          | 1992           | Neuquén - Río Negro                 | Río Limay              | [ 14 ] |
| El Chocón                             | 1260          | 1973           | Neuquén - Río Negro                 | Río Limay              | [ 14 ] |
| Alicurá                               | 1050          | 1985           | Neuquén - Río Negro                 | Río Limay              | [ 14 ] |
| Río Grande                            | 750           | 1986           | Córdoba                             | Río Tercero            | [ 14 ] |
| Futaleufú                             | 472           | 1978           | Chubut                              | Río Futaleufú          | [ 14 ] |
| Planicie Banderita (Cerros Colorados) | 472           | 1978           | Neuquén                             | Río Neuquén            | [ 14 ] |
| Pichi Picún Leufú                     | 285           | 2000           | Neuquén - Río Negro                 | Río Limay              | [ 14 ] |
| Los Reyunos                           | 224           | 1983           | Mendoza                             | Río Diamante           | [ 14 ] |
| Agua del Toro                         | 150           | 1976           | Mendoza                             | Río Diamante           | [ 14 ] |
| Arroyito                              | 128           | 1979           | Neuquén - Río Negro                 | Río Limay              | [ 14 ] |
| Los Caracoles                         | 121,4         | 2009           | San Juan                            | Río San Juan           | [ 14 ] |
| Potrerillos (Cacheuta)                | 120           | 2003           | Mendoza                             | Río Mendoza            | [ 14 ] |
| Urugua-í                              | 120           | 1991           | Misiones                            | Arroyo Urugua-í        | [ 15 ] |
| El Nihuil II (Aisol)                  | 110           | 1968           | Mendoza                             | Río Atuel              | [ 14 ] |
| Manuel Belgrano (Cabra Corral)        | 100,5         | 1973           | Salta                               | Río Salado             | [ 14 ] |
| El Nihuil I                           | 72            | 1947           | Mendoza                             | Río Atuel              | [ 14 ] |
| Punta Negra                           | 64            | 2015           | San Juan                            | Río San Juan           | [ 14 ] |
| Potrerillos (Álvarez Condarco)        | 61            | 2003           | Mendoza                             | Río Mendoza            | [ 14 ] |
| Casa de Piedra                        | 60            | 1996           | Río Negro - La Pampa                | Río Colorado           | [ 14 ] |
| Florentino Ameghino                   | 60            | 1963           | Chubut                              | Río Chubut             |        |
| Los Molinos I                         | 52            | 1957           | Córdoba                             | Río Segundo            | [ 14 ] |
| Quebrada de Ullúm                     | 45            | 1980           | San Juan                            | Río San Juan           | [ 14 ] |
| El Nihuil III (Tierras Blancas)       | 42            | 1971           | Mendoza                             | Río Atuel              | [ 14 ] |
| Ullum                                 | 42            |                | San Juan                            | Río San Juan           | [ 14 ] |
| Benjamín Reolín                       | 33            |                | Córdoba                             | Río Tercero            | [ 14 ] |
| Las Maderas                           | 30,6          |                | Jujuy                               | Río Perico             | [ 14 ] |
| Escaba                                | 24            | 1948           | Tucumán                             | Río Marapa             | [ 14 ] |
| Central San Roque                     | 24            | 1959           | Córdoba                             | Río Primero            | [ 14 ] |
| El Nihuil IV (Valle Grande)           | 18            | 1965           | Mendoza                             | Río Atuel              | [ 14 ] |
| El Carrizal                           | 17            | 1971           | Mendoza                             | Tunuyán                | [ 14 ] |
| Ingeniero Cassafousth                 | 16,2          | 1954           | Córdoba                             | Río Tercero            | [ 14 ] |
| La Viña                               | 16            | 1959           | Córdoba                             | Río de los Sauces      | [ 14 ] |
| Pueblo Viejo                          | 15            | 1968           | Tucumán                             | Río Pueblo Viejo       | [ 14 ] |
| Río Hondo                             | 15            | 1967           | Santiago del Estero                 | Río Dulce              | [ 14 ] |
| El Tigre                              | 14            | 1983           | Mendoza                             | Río Diamante           | [ 14 ] |
| Celestino Gelsi (El Cadillal)         | 12,6          | 1966           | Tucumán                             | Río Salí               | [ 14 ] |
| Cuesta del Viento                     | 10,55         | 1997           | San Juan                            | Río Jáchal             | [ 14 ] |
| Fitz Simon (Embalse)                  | 10,5          | 1955           | Córdoba                             | Río Tercero            | [ 14 ] |
| Martín Miguel de Güemes (El Tunal)    | 10,52         | 1972           | Salta                               | Río Salado             | [ 14 ] |
| Los Divisaderos *                     | 10            | 1980           | La Pampa                            | Río Colorado           | [ 16 ] |
| Salto Andersen                        | 8             | 2012           | Río Negro - La Pampa                | Río Colorado           | [ 14 ] |
| Río Reyes                             | 7             |                | Jujuy                               | Río Reyes              | [ 14 ] |
| Los Coroneles *                       | 6,64          | 1970           | Mendoza                             | Río Diamante           | [ 14 ] |
| General San Martín *                  | 6,48          | 1950           | Mendoza                             | Río Mendoza            | [ 14 ] |
| Piedras Moras                         | 6,3           | 1979           | Córdoba                             | Río Tercero            | [ 14 ] |
| Julián Romero *                       | 6,2           |                | Río Negro                           | Río Neuquén            | [ 14 ] |
| Cipolletti *                          | 5,4           | 1956           | Río Negro                           | Río Neuquén            | [ 14 ] |
| Guillermo Céspedes *                  | 5,2           | 1963           | Río Negro                           | Río Negro              | [ 14 ] |
| Los Molinos II                        | 4,5           | 1958           | Córdoba                             | Río Segundo            | [ 14 ] |
| Central Hidroeléctrica La Calera      | 4             | 1911           | Córdoba                             | Río Primero            | [ 14 ] |
| La Florida                            | 2,4           | 1953           | San Luis                            | Río Quinto             | [ 17 ] |
| Loma Atravesada                       | 2             |                | Río Negro                           | Río Azul               | [ 18 ] |
| Los Quiroga *                         | 2             | 1963           | Santiago del Estero                 | Río Dulce              | [ 14 ] |
| La Lujanita *                         | 1,7           |                | Mendoza                             | Río Mendoza            | [ 14 ] |
| Emilio Frey                           | 1,2           |                | Río Negro                           | Guillelmo              | [ 17 ] |
| General Roca *                        | 1,2           |                | Río Negro                           | Río Negro              | [ 17 ] |
| Saladillo                             | 1,2           | 2011           | San Luis                            | Río Quinto             | [ 19 ] |
| Salto de la Loma *                    | 1,2           |                | San Juan                            | Río Jáchal             | [ 20 ] |
| Cruz del Eje                          | 1,1           | 1943           | Córdoba                             | Río Cruz del Eje       | [ 14 ] |
| La Carrera                            | 1             |                | Catamarca                           | Río del Valle          | [ 21 ] |
| El Mollar                             | 0,5           |                | Tucumán                             | Río de los Sosa        | [ 17 ] |
| Perito Moreno                         | 0,428         |                | Río Negro                           | Río Gutiérrez          | [ 17 ] |
| Barrealito                            | 0,424         |                | San Juan                            | Río de los Patos       | [ 22 ] |
| Las Chacras                           | 0,4           |                | San Luis                            | Río de las Chacras     | [ 17 ] |
| Los Sauces                            | 0,345         |                | La Rioja                            | Río Grande de La Rioja | [ 17 ] |
| Cuesta del Ternero                    | 0,14          |                | Río Negro                           | Arroyo El Ternero      | [ 23 ] |
| Mallín Ahogado                        | 0,1           |                | Río Negro                           | Río Quemquemtreu       | [ 17 ] |

### Centrales nucleares
Las centrales nucleares presentes en la Argentina utilizan como materia prima uranio-235 y agua pesada.
La energía dentro de las centrales se obtiene como resultado de la fisión nuclear del uranio en un reactor. La fisión nuclear consiste en la división del núcleo atómico y la posterior emisión de neutrones. Estos neutrones tienen como finalidad desestabilizar a los demás núcleos atómicos del Uranio, produciendo una reacción en cadena con una gran liberación de energía, que tiene que ser controlada con moderadores para evitar que el reactor entre en estado supercrítico y se produzca una catástrofe.
Esa energía térmica obtenida es utilizada para aumentar la temperatura del agua y transformarla en vapor. Una vez que esto ocurrió, es conducido hacia 3 turbinas: 2 de alta presión y una de baja presión. El movimiento mecánico de las turbinas van a permitir el accionamiento de un generador eléctrico que va a entregar a la salida energía eléctrica. 
Actualmente, en el territorio se encuentran en actividad 3 centrales nucleares. 
| Central                 | Potencia (MW) | Año de inauguración | Provincia    |
| ----------------------- | ------------- | ------------------- | ------------ |
| Atucha I                | 335           | 1974                | Buenos Aires |
| Atucha II               | 692           | 2014                | Buenos Aires |
| Central nuclear Embalse | 683           | 1983                | Córdoba      |

## Matriz Energética
En la década de 1990 las empresas privadas, aprovecharon la alta disponibilidad de gas natural y los bajos costos de las centrales termoeléctricas de ciclo combinado, para modificar considerablemente la matriz energética, aumentando el uso de combustibles fósiles (de 50% en 1990 a 63% en 2019), reduciendo el porcentaje de energía hidráulica (de 43% en 1990 a 27% en 2019) y de energía atómica (de 17% en 1991 a 4% en 2019).910
El uso intensivo de gas natural y la política de reducción de las inversiones en exploración llevada adelante por las empresas privatizadas durante la década de 1990,11 llevó al agotamiento de las reservas de gas en 2004, al encarecimiento del servicio eléctrico y una crisis en la balanza comercial, debido a la necesidad de comenzar a importar gas.12 En 2011 la empresa de mayoría estatal YPF, descubrió el enorme potencial energético del yacimiento de Vaca Muerta, como una de las mayores reservas de gas y petróleo shale del mundo, abriendo la posibilidad de asegurar el autoabastecimiento del sistema, a medida que vaya aumentando la extracción, iniciada en agosto de 2018.1314 Complementariamente, desde 2009, el Programa Genren (Ley 26.190) busca aumentar sustancialmente el aporte de las llamadas "energías renovables alternativas" (biomasa, solar, eólica, mini-hidroeléctricas, geotérmica, residuos, etc.), de bajo impacto ambiental, con el objetivo de cubrir el 8% del consumo en 2019 y el 20% en 2025.10 Partiendo de un nivel cercano a 0% en 2009, este sector había aumentado a 1,8% en 2016 y a 5% en 2019, superando el aporte de la energía atómica.9

### Capacidad instalada
Las generadoras térmicas alimentadas a gas natural (TGC) son la principal fuente de generación de electricidad de Argentina. La capacidad nominal instalada en 2006 era de 24.046 MW,20 para 2015, gracias a las inversiones estatales en el sector la capacidad se elevó a 33.141 MW.21
A fines de 2010 se anunciaron los hallazgos de dos importantes yacimientos -luego de varios meses de nuevas exploraciones en Loma de la Lata, provincia de Neuquén-, el primero un megayacimiento oficializado por YPF y el segundo por las empresas públicas nacional ENARSA y provincial Gas y Petróleo Neuquén, con lo cual se estima que se triplican las reservas de gas actuales.2223 En 2015 la potencia total instalada de capacidad de generación era de 33.141 MW.24Las reformas impuestas a principios de la década de los 90 dividieron el sector eléctrico en generación, transmisión y distribución.
La generación total en 2005 fue de 96,65 TWh. El desglose por fuente en 2003 es el siguiente: fuentes térmicas convencionales: 59%, fuentes hidroeléctricas: 35,4%, energía nuclear: 7% y fuentes geotérmicas: 1%.25
De acuerdo al informe de la Compañía Administradora del Mercado Mayorista Eléctrico (CAMMESA) correspondiente al mes de abril de 2019, la potencia instalada era la siguiente:
| Tecnología     | Tecnología                           | Potencia Instalada (MW) | %     |
| -------------- | ------------------------------------ | ----------------------- | ----- |
| Térmica        | Ciclo combinado                      | 11.206                  | 28,79 |
| Térmica        | Turbina de gas                       | 7.091                   | 18,22 |
| Térmica        | Turbo vapor                          | 4.451                   | 11,44 |
| Térmica        | Motor diésel                         | 1.808                   | 4,65  |
| Térmica        | Total Térmica                        | 24.557                  | 63,09 |
| Hidroeléctrica | Hidroeléctrica                       | 10.790                  | 27,72 |
| Nuclear        | Nuclear                              | 1.755                   | 4,51  |
| Renovable      | Eólica                               | 970                     | 2,49  |
| Renovable      | Minihidroeléctrica (menores a 50 MW) | 498                     | 1,28  |
| Renovable      | Solar                                | 317                     | 0,81  |
| Renovable      | Biogás                               | 36                      | 0,09  |
| Renovable      | Total Renovable                      | 1.820                   | 4,68  |
| Total          | Total                                | 38.922                  | 100   |

Las energías renovables tienen por delante un rol protagónico en el futuro energético inmediato, presentándose como una opción real. Esta tendencia, que ya es muy nítida a nivel internacional, es de esperar que pronto sea una realidad también en Argentina. Las modernas tecnologías renovables están mostrando un nivel de madurez y competitividad económica que las coloca entre las opciones más dinámicas en el mercado energético global y argentino. Para aprovechar el potencial existente en todo el país, además del desarrollo a gran escala, es necesario incorporar la generación distribuida integrada a la red y contar con la factibilidad regulatoria para comenzar a potenciar las posibilidades que brinda un modelo de generación descentralizado.

## Reducción de riesgos en la cadena de suministro
En todas las cadenas de suministros existen riesgos que pueden ser originados desde distintos sectores, es importante que exista una planificación ya sea para evitarlos como para solucionarlos de la mejor manera posible. Hoy en día las empresas están influenciadas por la inestabilidad financiera, las nuevas tecnologías, las incertidumbres en ofertas y demanda, vulnerabilidad de interrupciones operativas y externas, etc. Los riesgos en la cadena son definidos como la exposición a un evento que causa una interrupción, lo que afecta a la cadena de suministro. Pueden ser interrupciones, vulnerabilidad, incertidumbre, desastre y peligro.
Un claro ejemplo de los riesgos que corre la cadena de suministro para su correcto flujo es el apagón ocurrido el 16 de junio de 2019, el cual interrumpió el suministro de electricidad a toda la Argentina. La demora en su recuperación lleva a pensar en la gestión de riesgos de esta cadena tan importante y en su falta de prevención, tanto como su capacidad para solucionar rápidamente errores. Otros de los aspectos a tener en cuenta es la incertidumbre de dicha cadena, ya que se carecía de la certeza completa y de la información precisa. 
La seguridad de la cadena de suministro depende de una estrategia global de la gestión de riesgos de la organización, desde proveedores hasta clientes. Deben analizarse los riesgos desde los operacionales hasta los tácticos y estratégicos, sin dejar de lado las interrupciones dadas por las exposiciones a perturbaciones ambientales, ya sean provocadas por el hombre o la naturaleza. Para lograr una buena gestión es importante tener buenos procesos logísticos, los cuales consideran todo el sistema y también la interdependencia entre sus componentes. Además es importante poder analizar los datos para brindar una mejor y más rápida información a quienes deben tomar las decisiones, para ello es importante invertir en tecnología eficiente. Para un adecuad* procesamiento de datos es necesarios tener en cuenta los siguientes aspectos:
- Debe existir una clasificación notoria del origen de los datos
- Según el tipo de riesgo deben atribuirse a su correspondiente nivel de gestión
- Proporcionar información acerca de las herramientas y técnicas a utilizar para la solución del problema
- Definir un proceso donde se identifiquen riesgos, luego se evalúen y se mitiguen
- Controlar desde un punto de vista proactivo o reactivo según sea necesario

Para una cadena de suministro tan relevante como la red eléctrica que abastece a más de un país, es importante tener en cuenta dichos aspectos para el análisis de datos, evitando la demora o falta de información. El flujo en una organización debe complementarse entre los materiales y la información, que esto permite evitar errores y demoras, eliminando la incertidumbre y mejorando la toma de decisiones. 
Es importante saber de dónde provenía el fallo en la red eléctrica argentina para poder reparar rápidamente el daño y normalizar el suministro. Para ello en la literatura existen tres clasificaciones para el origen de los riesgos: 
- Riesgos organizarles: comprenden los inventarios, procesos operacionales, calidad, costos de manejos innecesarios y costos de oportunidad perdidos. Respecto del apagón podemos hablar del riesgo de interrumpir el flujo de materiales o información y enfocándonos en las empresas que proporcionan este servicio en general pueden existir riesgos de calidad provenientes de la planta o actividad de outsourcing, también riesgos de una capacidad deficiente de gestión que no permite anticiparse y reaccionar a las demandas de merado.
- Riesgos de red: se refiere a la conexión ente los actores de la cadena de suministro (organizaciones), el incumplimiento de proveedores y riesgo de demanda. Ejemplos concretos son los cortes de luz en fechas especiales como fin de año donde la demanda aumenta.
- Riesgos ambientales: son eventos impulsados por fuerzas externas como el clima, desastres naturales, fuerzas políticas, regulativas y de mercado. Pueden ser a causa del hombre o la naturaleza y surgen del entorno físico, social, político, legal o económico.

Una vez planteado el procesamiento de datos y clasificados los riesgos es importante analizar estrategias para mitigar los riesgos. Las estrategias utilizadas pueden ser pueden ser proactivas donde se anticipan y planean los riesgos, o reactivas que reaccionan a cambios o inconvenientes ocurridos por falta de planeamiento. La red eléctrica Argentina debe planificar la recuperación que garantice la seguridad del suministr* o minimice la extensión de problema a otras zonas. Para ello necesita una visión integrada de la cadena de suministro, sus riesgos y sus posibles soluciones, logrando brindarle al cliente una mejor calidad.

## Vulnerabilidades y confiabilidad
“Las infraestructuras críticas son aquellas instalaciones, redes, servicios y equipos físicos y de tecnología de la información cuya interrupción o destrucción tendría un impacto mayor en la salud, la seguridad o el bienestar económico de los ciudadanos o en el eficaz funcionamiento de los gobiernos de los Estados miembros. Las infraestructuras críticas están presentes en numerosos sectores de la economía: actividades bancarias y financieras, transporte y distribución, energía, servicios, salud, abastecimiento de alimentos, comunicaciones, administraciones públicas clave”

Las vulnerabilidades de las infraestructuras críticas van desde causas naturales, industriales, error humano, fallas tecnológicas a violaciones intencionales (terrorismo, ataques cibernéticos, etc.). El debate sobre las vulnerabilidades en las redes eléctricas comienza en 1921, debido a la sequía en el norte de Italia que redujo la producción de energía hidroeléctrica. Grandes apagones han avivado el debate sobre la importancia de la confiabilidad de las redes de abastecimiento eléctrico: Anexo:Apagones eléctricos.
En 2011 se crea el Programa Nacional de Infraestructuras Críticas de Información y Ciberseguridad, fuertemente orientado a establecer estrategias de mejora de la confiabilidad de las tecnologías informáticas críticas (ciberseguridad) y no de todas las infraestructuras críticas.
El gran apagón ocurrido en Argentina el domingo 16 de junio de 2019 pone en evidencia la falta de análisis de confiabilidad de esta crítica cadena de suministro. Argentina, con 44 millones de habitantes, y Uruguay, con 3,4 millones, comparten un sistema de interconexión eléctrico centrado en la represa binacional de Salto Grande, ubicada unos 450 kilómetros al norte de Buenos Aires y unos 500 kilómetros al norte de Montevideo. Eventos similares ocurrieron en Brasil en 2009 y en Estados Unidos y Canadá en 2003; sin embargo, se afirma que es la primera vez que ocurre un evento similar en Argentina.
Así como casi la totalidad de Argentina (la única provincia que no se vio afectada fue Tierra del Fuegos, ya que no forma parte del Sistema Argentino de Interconexión) y Uruguay, las repercusiones llegaron hasta Paraguay, ya afecto la frecuencia de Brasil.
La falla en la Cadena de Suministros de la energía que ocurrió el 16 de junio de 2019, puede compararse con la ruptura de la cadena de pagos en un contexto más económico. La ruptura de la cadena de pagos, suceda en el eslabón que suceda, tiene repercusiones en la cadena en su conjunto, y si además el eslabón esta implicado en varias cadenas, se produce una falla que afectaría varios sectores de forma significativa.
La falla se le atribuye a un colapso del Sistema Argentino de Interconexión, Según la Compañía CAMMESA se produjo un cortocircuito en la provincia de Entre Ríos, y se desenganchó la línea de 500 KV Mercedes-Colonia Elía. Esto provocó las desestabilización en las centrales hidroeléctricas de Yacyretá y Salto Grande, perdiendo aportes de alrededor de 3700 MW12 y afectando al Sistema Argentino de Interconexión, a las 20:30 horas se restableció toda la energía luego de varias horas de espera. Aunque no se ha aclarado o determinado una causa exacta de dicha falla. Podemos decir que esta puede servir para ver la capacidad de respuesta de organismos claves dentro de un país (Hospitales, Bancos, Bolsa de Comercio, etc.) y la capacidad de reacción para restablecer la energía en el País.

### Consecuencias sociales
Es a través de la energía eléctrica que conservan alimentos, medicinas, se ambientan hogares, funcionan industrias, servicios de seguridad, telecomunicaciones, transportes, comercios, entre muchas más funciones que son parte de la vida diaria. Por lo tanto, contar con este suministro es muy importante para la calidad de vida de las personas, debido a ello que la energía accesible y no contaminante es el 7° objetivo de la ONU. 
Al ser considerada un derecho humano no debemos ser privados de ella, pero en un caso como el ocurrido donde se corta el suministro para todos los usuarios por determinado tiempo debido a una falla en el sistema, se deben priorizar los lugares donde es realmente indispensable en todo momento. Entre las consecuencias más preocupantes del apagón se encontraban las situaciones de algunos hospitales que advirtieron que les quedaba poco combustible para alimentar los generadores. Es importante aclarar que está en riesgo la salud de las personas y se debe estar preparado para estos acontecimientos por más que sean pocos frecuentes, es decir[cita requerida]
Se debe tener en cuenta, que una Red Eléctrica no deja de ser una Red de Distribución como tantas otras, y el objeto principal de una Red de Distribución es la satisfacción del cliente. En el caso de las Redes Eléctricas esto también aplica, y aún con mucha más exigencia e importancia que en otros tipos de redes, ya que ésta es una red fundamental para la calidad de vida de las personas. Sin embargo, en nuestro país, aún hoy muchas comunidades y pueblos carecen de este servicio y sufren de las consecuencias de esta exclusión. En Argentina, durante los últimos años o década, no se ha invertido en un buen desarrollo de esta Red de Distribución, pudiendo nombrar como otro gran abandono de años, la transmisión eléctrica y todos sus componentes,[cita requerida] las subestaciones transformadoras de alta tensión y media tensión eléctrica, así como también el diseño y proyección de la Red en general.
La mayor concentración de población sin red eléctrica en Argentina se concentra en las provincias de Misiones, Chaco, Santiago del Estero, Salta y Corrientes. De los numerosos casos de pueblos y comunidades que se encuentran privadas de la energía eléctrica, se pueden nombrar:
- “Dos de mayo”, un pueblo de siete mil habitantes, perteneciente a la provincia de Misiones cuya principal dificultad es la distancia. Es decir, el número de familias y la potencia energética que demandarían no es el principal desafío, sino que para llevar energía de un sitio con abastecimiento a otro sin servicio pero que queda a 100 kilómetros, es necesario que ese transporte se haga por líneas de media o alta tensión.
- Otra comunidad de Misiones que vive una situación similar es paraje Piray Guazú, en Pozo Azul, un pueblo en el que viven 300 familias y que no tiene energía eléctrica. Una de las mayores ironías es que los chicos que van a la escuela poseen un sala de informática totalmente equipada con computadoras modernas pero no pueden usarlas porque no tienen dónde cargarlas. Para cargar estos equipos o cualquier otro deben viajar 13 kilómetros. Muchos chicos del lugar tienen bajo peso ya que la comida no puede mantenerse mucho tiempo porque no hay heladeras.[36]

- En Santiago del Estero, se encuentra “El Quebracho”, una comunidad ubicada dentro del departamento Río Hondo entre medio de Capital y Termas, es un paraje que alguna vez soñó con ser un pueblo con aspiraciones, pero para crecer debió necesitar de la energía eléctrica y ese apogeo nunca llegó.[37]

- En Córdoba, se ubica Atos Pampa es una localidad muy antigua con una población dispersa, ubicado en el camino a las Sierras Grandes, en el Valle de Calamuchita. Está ubicado a solo tres kilómetros de la red que transporta la energía eléctrica. Pero sus habitantes deben usar heladeras a gas y faroles. Está a solo tres kilómetros de la red que la transporta la energía. Una enrulada historia de trámites inconclusos, inconveniencias para quienes alguna vez intentaron hacer la obra y olvidos mantiene a este lugar, en el que viven unas 350 personas, en la oscuridad.[38]

En la Provincia de Salta, abundan las pequeñas comunas que se encuentran a punto de desaparecer a través de la emigración de sus habitantes hacia zonas urbanizadas, teniendo como causa común: la falta de electricidad.
La ineficiencia de la Red de Distribución eléctrica afecta de diversas maneras a la población y a las posibilidades u oportunidades de las personas que las componen. Sujetos de derecho, al igual que todos, que son condenados a erradicarse de su lugar de origen para poder sobrevivir, haciendo desaparecer en la mayoría de los casos, su cultura, costumbres e identidad.
Estudio de caso
Para abordar el tema de la importancia de la Red Eléctrica Argentina, es que se analizó el impacto de este sistema en otros servicios básicos en otro servicio básico: bombeo de agua potable. Es indispensable recordar que, la Provincia de Mendoza depende de las precipitaciones níveas que caen en zonas altas en la época invernal, las cuales, por el derretimiento y la pendiente propia del terreno, posibilitan que las capas subterráneas de la tierra se recarguen de agua, penetran el suelo formando acuíferos subterráneos, que se convierten así en la fuente de suministro del agua, que posteriormente es extraído por el hombre mediante la perforación de pozos. También se debe tener en cuenta que, más allá del apagón sufrido el 16 de junio, la provincia tiene distintas inclemencias climáticas  (intensas lluvias, viento zonda) que también pueden producir cortes eléctricos. El trabajo de investigación se realizó en base a la Cooperativa de Servicios Públicos de Rodeo de La Cruz ltda
La Cooperativa tiene su línea de influencia en Rodeo de la Cruz, Guaymallén, Mendoza y la misma provee agua a un total de 2200 usuarios de distintos barrios de la zona. Es importante destacar que la Cooperativa se encuentra obligada a garantizar que el servicio de agua potable llegue a los 8 metros de altura, corriendo por cuenta del usuario los trabajos complementarios para llegar a una altura mayor.
Las profundidades para la extracción del agua son:
- 40 m: El agua no se usa, debido a que la misma se encuentra contaminada por estar tan cerca de la superficie terrestre.
- 120 m: Se encuentra reservada para riego agrícola.
- 220 m: Se reserva para tener recursos en caso de que se contamine el agua que se encuentra a 120 m.
- 280 m: Agua potable extraída por la Cooperativa.
Cuenta con 2 pozos subterráneos ubicados en la Plaza Rufino Ortega de km 11, cada uno de ellos tiene instalados 2 electrobombas de 75 HP para la extracción del agua. En la misma plaza se encuentra el tanque de reserva de 100 mil litros de agua, con una altura de 23 metros, el cual está automatizado realizando las mediciones de volumen de agua almacenado, y de esta forma medir la necesidad de ingreso de la misma según el consumo, el cual se recarga a través de las electrobombas que inyectan agua al mismo. 
El tanque tiene dos bombas presurizadoras al nivel del piso de 10 HP, las cuales se encargan de inyectar presión a la red de distribución del agua que abastece a los usuarios, para que la misma llegue en la cantidad adecuada a los hogares. 
Como se puede apreciar, desde el primer momento es indispensable la energía eléctrica para poder proveer de agua a los usuarios, desde la obtención del recurso que es extraído desde los pozos subterráneos con bombas, posteriormente al hacer que el agua suba al tanque que está automatizado, y luego al tener las bombas presurizadoras para garantizar la presión necesaria que debe tener el agua en toda la red de distribución. 
En el caso de la Cooperativa analizada, debido a los altos costos económicos de adquirir y mantener un grupo electrógeno, y teniendo en cuenta que, la reserva de agua o cisterna no tienen capacidad de reserva por un tiempo prolongado, se aconseja al usuario tener su propio tanque de reserva domiciliario, que pueda abastecer de agua a la vivienda por un tiempo prudencial hasta restablecer la corriente. Se aconseja tener un tanque de reserva para una familia tipo (4 personas) de unos 500 litros para cubrir las necesidades básicas. Gracias a estas medida, en el caso del apagón, o cuando se producen cortes de luz en la zona por distintas inclemencias climáticas, aunque sea por un tiempo limitado es que los usuarios cuentan con el servicio de agua, lo que hace que sea poco probable que en un corto plazo sin energía eléctrica los usuarios se queden sin agua en sus tanques.
Es indispensable buscar posibles alternativas, planteado como un desafío para la planificación y la logística, que permitan lograr que estos dos recursos muy importantes para el desarrollo de las regiones y la vida, se puedan proveer con normalidad, logrando que uno no dependa exclusivamente del otro, ya que como pudimos apreciar en el apagón del 16 de junio, el servicio de suministro de agua del país se vio afectado, lo que demuestra la dependencia del mismo con el servicio energético, y la falta de previsión en caso de alguna falla como la que hubo.

#### Consecuencias de una hipotética «desconexión provincial»
En el particular caso de que alguna provincia no quisiera seguir formando parte del SADI habría dos consecuencias cruciales e inmediatas:
- Insuficiencia energética: aunque cada provincia se alimenta principalmente de lo que genera, también están conectadas dado el caso de que necesiten importar/exportar para cubrir la demanda de otra.
- Falta de financiamiento: generalmente para llevar a cabo nuevos proyectos, y así ampliar o mejorar la matriz energética, es necesario un gran financiamiento, el cual usualmente es adquirido mediante préstamos con organismos multilaterales o es financiado por el estado a nivel nacional. Si una provincia se negara a formar parte del SADI, la accesibilidad a éstas fuentes de financiamiento sería mucho más compleja.

Si hablamos de fallas y de cadena de suministros (como entendemos el Sistema Argentino de Interconexión) hay mucho por entender, pero aún más por descubrir, es una relación muy poco estudiado.
Basándose en el artículo publicado como Scheibe, KP, Blackhurst, J., Suministro propagación interrupción de la cadena: un riesgo sistémico y normal perspectiva de la teoría accidente. Revista Internacional de Investigación de Producción. Se observa un avance muy grande en el estudio de la relación de interrupciones y la cadena de suministros.
En dicho artículo se describe bien como una pequeña interrupción puede traer repercusiones en toda la cadena de suministros, es como el popular juego jenga, se quita una pieza de cualquier parte del sistema (cuerpo del juego) y el cuerpo pierde estabilidad, y así hasta que finalmente el sistema se cae. En una cadena de suministros, la caída representaría la extinción de dicha cadena, por lo tanto es importante estudiar las causas, y las repercusiones de cada interrupción.
En la cadena de suministros siempre van a existir interrupciones pero en el artículo se habla que la importancia radica en la propagación de dicha interrupción. Un error, por más pequeño que sea y ocurriese donde ocurriese, puede concluir con una cadena. Por ejemplo el apagón ocurrido el día 16 de junio de 2019, en un sector del SADI, provocó que otro sector no se abastezca y así continuamente hasta generar el apagón. Muchas veces las repercusiones tienen un impacto mayor que las interrupciones.
Dicho artículo se apoya también en la teoría del riesgo sistémico y la teoría del accidente normal y a través de ellas comprender las interrupciones de la cadena de suministros y la propagación de las interrupciones.
La literatura de riesgo sistémico revela que los riegos no se deben considerar de forma aislada, en una cadena, en la cual todo esta interrelacionado, esto indica que aún los riesgos se conectan y se relacionan unos y otros, y estas relaciones no suelen ser contempladas por los encargados de tomar decisiones.
Si hablamos de fallas podemos decir que existe el efecto compounding que es como la interrupción crece a medida que se propaga por la cadena de suministros, llegando no solo a afectar otras áreas de la cadena de suministros, sino que además el impacto de la interrupción va creciendo en tamaño y 	gravedad. Este crecimiento puede generarse por el intento de algunos de los participantes de la cadena por “resolver” el problema individualmente.
Debido a esto, cualquier error, por más pequeño que sea, representa un gran riesgo en potencia.
Un factor que facilita la propagación del error es la estructura de la cadena de suministros. Si presenta altos niveles de dependencias (estrecho acoplamiento), es más propensa a la rápida propagación de las interrupciones. 
Otra característica son los vínculos cíclicos de la cadena, cuando se produce un “círculo” entre los agentes de la cadena, esto facilita el crecimiento del riesgo y aligera los tiempos.

## Red eléctrica en la provincia de Mendoza
Las imágenes de esta sección ilustran, a grandes rasgos, los componentes de la red. Donde los "nodos principales" son las centrales y los usuarios, los "nodos intermedios" son los transformadores y subestaciones que aumentan y disminuyen la tensión, y los "arcos" son los cables de media y alta tensión, los primeros funcionan como transporte de la energía en grandes cantidades y los segundos como distribuidores, que permiten la accesibilidad de los usuarios a la red.
Las centrales o generadores son los responsables de generar la energía de la red. En principio pareciera haber, por cantidad, un claro dominio de las centrales térmicas (las cuales generan energía a partir de combustible fósil), sin embargo las centrales hidráulicas o hidroeléctricas (es la que utiliza la fuerza o la energía del agua) generan la mayor cantidad de energía para la provincia, representando así un 46% de la matriz energética frente a un 44% por parte de las centrales térmicas. El resto es generada mediante la energía nuclear (existen dos cuencas de donde se extrae uranio para el aprovechamiento de esta fuente) que representa aproximadamente un 8%, solar (se consigue mediante paneles instalados a lo largo de la provincia ) representa menos del 1% y el porcentaje restante de energía es importado.
Transformadores, sub-estaciones y cables de alta tensión. Los transformadores en esta red vendrían a representar una suerte de "almacén", donde aparte de cumplir la función propia de este lugar, aumentan y disminuyen la tensión para que sea posible el flujo ininterrumpido de la energía. Los cables de alta tensión transportan la energía desde las centrales (generadores) y los transformadores o sub-estaciones hacia otros transformadores o incluso hacia algunas empresas particulares que necesitan un alto nivel de tensión. Cabe destacar que esta energía puede o no provenir desde las centrales mendocinas.
Cableado de media tensión. Una vez que los transformadores logran disminuir lo suficiente la tensión, estos cables se encargan de distribuir la energía hacia los usuarios finales. Las zonas en donde hay montada una estructura de mayor tamaño y complejidad, coincide con la concentración de la población en dichos lugares. Por otra parte, el consumo industrial se da en buena medida por la influencia del Parque industrial de Lujan de Cuyo.

Una vez analizados todos los componentes de la red así es como se vería en su totalidad, donde intervienen de forma conjunta todos los elementos de la provincia previamente mencionados, e incluso con elementos fuera de ella.

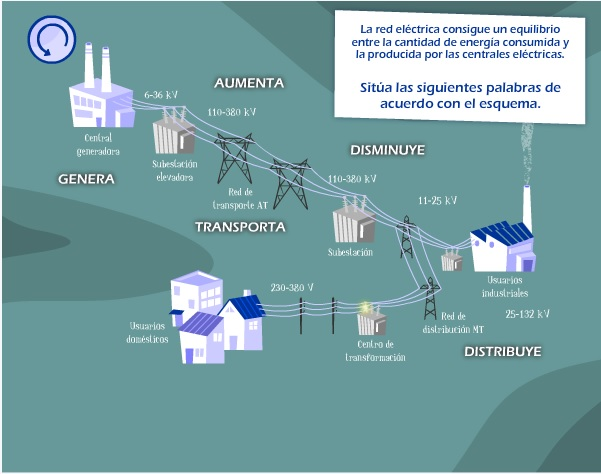
Componentes de la red
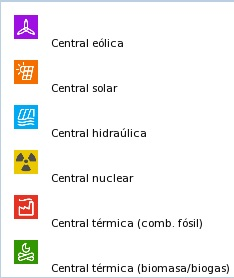
Referencia de generadores
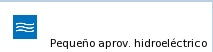
Referencia de generadores
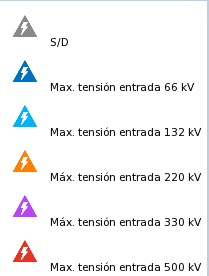
Referencia de transformadores
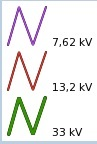
Referencia de los cables de media tensión
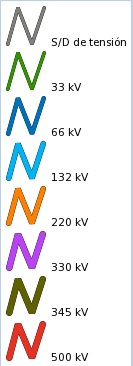
Referencias de los cables de Alta Tensión

## Conclusiones
Una vez mencionados varios aspectos de la cadena de suministro de la red de eléctrica de Argentina;como los entes reguladores, las empresas encargadas, la importancia de las energías renovables en Argentina, el proceso para que tengamos luz en nuestros hogares, los usuarios de este servicio, y muchos otros temas nombrados anteriormente, podemos concluir que al estar interconectada entre sí, un fallo en esta cadena podría afectar a todo el país y zonas limítrofes, como ya se pudo observar en 16 de junio de 2019.
Si bien el 30% de la matriz energética esta compuesta por energías renovables (en su mayoría fuentes hidroeléctricas), y se espera llegar a un 20% más en el año 2025, lo que es muy positivo. Esta red cuenta con fallas en algunas partes del país fuera de lo ocurrido recientemente. Abocándose a eventos poco frecuentes como el ocurrido recientemente es importante estar preparados, tanto la empresa encargada, (para brindar un segunda opción o una rápida solución) como las empresas que proveen agua, los centros de salud, etc. Se sabe que el corte afectó a aproximadamente 50 millones de personas en el continente, además los subtes y ferrocarriles dejaron de funcionar, en algunas zonas se recomendó cuidar el agua ya que se podrían quedar sin suministro de ella, comercios no abrieron sus sucursales, no había abastecimiento de combustible ya que los generadores las estaciones de servicio necesitan energía eléctrica para bombear el combustible; las elecciones en San Luis, Formosa y Santa Fe se vieron afectas, entre muchos otros problemas que generó el apagón.